# Agila 2
Agila 2, poi rinominato ABS-3, è un satellite per telecomunicazioni. È stato il primo satellite delle Filippine.
Il satellite, con una massa al lancio di 3.775 Kg, è stato costruito dalla Space Systems/Loral per conto della Mabuhay Satellite Corporation. Il lancio è stato effettuato il 19 agosto 1997 dal Centro spaziale di Xichang con un razzo vettore Lunga Marcia 3. Nel 2009 il satellite è stato acquistato dall'Asia Broadcasting Satellite e rinominato ABS-5. Nel 2011 il satellite è stato riposizionato in una nuova orbita e rinominato ABS-3.